# Wiktar Michadziuk
Wiktar Arkadzjewicz Michadziuk (biał. Віктар Аркадзьевіч Міхадзюк, ros. Виктор Аркадьевич Михадюк, Wiktor Arkadjewicz Michadiuk; ur. 2 maja 1960 w Chalkach w rejonie osipowickim) – białoruski inżynier, kołchoźnik i polityk, deputowany do Rady Najwyższej Republiki Białorusi XIII kadencji, w latach 1996–2000 deputowany do Izby Reprezentantów Republiki Białorusi I kadencji.

## Życiorys

### Młodość i praca
Urodził się 2 maja 1960 roku we wsi Chalki, w rejonie osipowickim obwodu mohylewskiego Białoruskiej SRR, ZSRR. W 1982 roku ukończył Białoruski Instytut Mechanizacji Gospodarstwa Wiejskiego, uzyskując wykształcenie inżyniera mechanika. W latach 1982–1983 pracował jako inżynier w sowchozie „Osipowiczskij” w Osipowiczach. W latach 1983–1987 był głównym inżynierem w Wydziale Rolnictwa Osipowickiego Rejonowego Komitetu Wykonawczego. W latach 1987–1992 pełnił funkcję przewodniczącego kołchozu im. Wołodarskiego. W latach 1992–1996 pracował jako przewodniczący gospodarstwa kolektywno-udziałowego „Lipień” w rejonie osipowickim.

### Działalność parlamentarna
W drugiej turze wyborów parlamentarnych 28 maja 1995 roku został wybrany na deputowanego do Rady Najwyższej Republiki Białorusi XIII kadencji z osipowickiego wiejskiego okręgu wyborczego nr 173. 9 stycznia 1996 roku został zaprzysiężony na deputowanego. Od 23 stycznia pełnił w Radzie Najwyższej funkcję członka Stałej Komisji ds. Rolnych i Rozwoju Socjalnego Wsi. Był bezpartyjny, należał do popierającej prezydenta Alaksandra Łukaszenkę frakcji „Zgoda”. Od 3 czerwca był członkiem grupy roboczej Rady Najwyższej ds. współpracy z parlamentem Republiki Łotewskiej. Poparł dokonaną przez prezydenta kontrowersyjną i częściowo nieuznaną międzynarodowo zmianę konstytucji. 27 listopada 1996 roku przestał uczestniczyć w pracach Rady Najwyższej i wszedł w skład utworzonej przez prezydenta Izby Reprezentantów Zgromadzenia Narodowego Republiki Białorusi I kadencji. 27 listopada 1996 roku wszedł w skład nowo utworzonej Izby Reprezentantów Zgromadzenia Narodowego Republiki Białorusi I kadencji. Pełnił w niej funkcję zastępcy przewodniczącego Komisji ds. Ekonomiki. Zgodnie z Konstytucją Białorusi z 1994 roku jego mandat deputowanego do Rady Najwyższej zakończył się 9 stycznia 2001 roku; kolejne wybory do tego organu jednak nigdy się nie odbyły. Jego kadencja w Izbie Reprezentantów zakończyła się 21 listopada 2000 roku.

## Życie prywatne
Wiktar Michadziuk jest żonaty, ma troje dzieci. W 1995 roku mieszkał we wsi Lipień w rejonie osipowickim.